# Buse échasse
Geranospiza caerulescens
Genre
Espèce
Statut de conservation UICN

 LC  : Préoccupation mineure
Statut CITES
La Buse échasse (Geranospiza caerulescens) est une espèce de rapaces de la famille des Accipitridae, native de l'écozone néotropicale. C'est la seule espèce du genre Geranospiza.

## Description
Ce rapace mesure environ 46 cm de longueur. Il a un plumage gris-bleu foncé, une queue longue et étroite, noirâtre, barrée de cannelle et de blanc. Le ventre est blanc finement rayé. Les pattes longues sont de couleur orange. En vol, cet oiseau présente un croissant blanc remarquable, la base des ailes est noire.

## Habitat
Cette espèce habite les forêts humides tropicales et subtropicales de basse altitude, les mangroves et les zones de marais ainsi que forêts sèches tropicales et subtropicales.

## Comportement
Cet oiseau saute entre les branches des arbres et effectue des vols courts.

## Répartition et sous-espèces

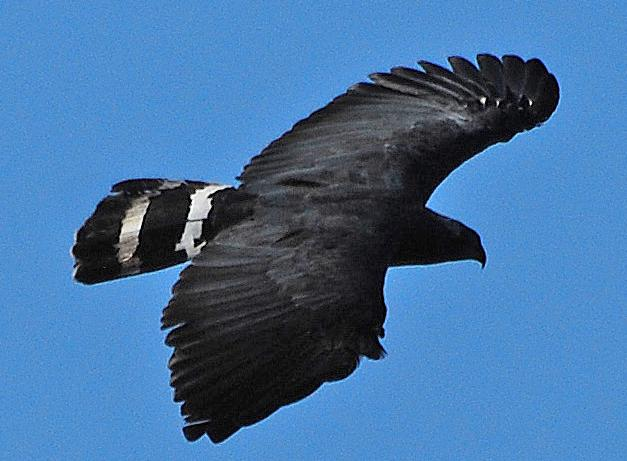
La sous-espèce G. c. nigra.

Selon la classification de référence du Congrès ornithologique international (15.1, 2025) elle se répartit en six sous-espèces (ordre philogénique) :
- G. c. livens Bangs & Penard, 1921 — nord-ouest du Mexique ;
- G. c. nigra (Du Bus de Gisignies, 1847) — du Mexique au Panama ;
- G. c. balzarensis Sclater, WL, 1918 — de l'est du panama au nord-ouest du Pérou ;
- G. c. caerulescens (Vieillot, 1817) — Amazonie ;
- G. c. gracilis (Temminck, 1821) — nord-est du Brésil ;
- G. c. flexipes Peters, JL, 1935 — sud du Brésil, est de la Bolivie, Paraguay, nord de l'Uruguay et de l'Argentine.